# Spilosoma standfussi
Spilosoma standfussi là một loài bướm đêm thuộc phân họ Arctiinae, họ Erebidae.